# Gabriel Monod

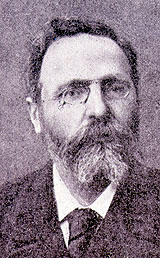
Gabriel Monod

Gabriel Monod (* 7. März 1844 in Ingouville, Département Seine-Maritime; † 10. April 1912 in Versailles) war ein französischer Historiker und Mediävist.

## Leben

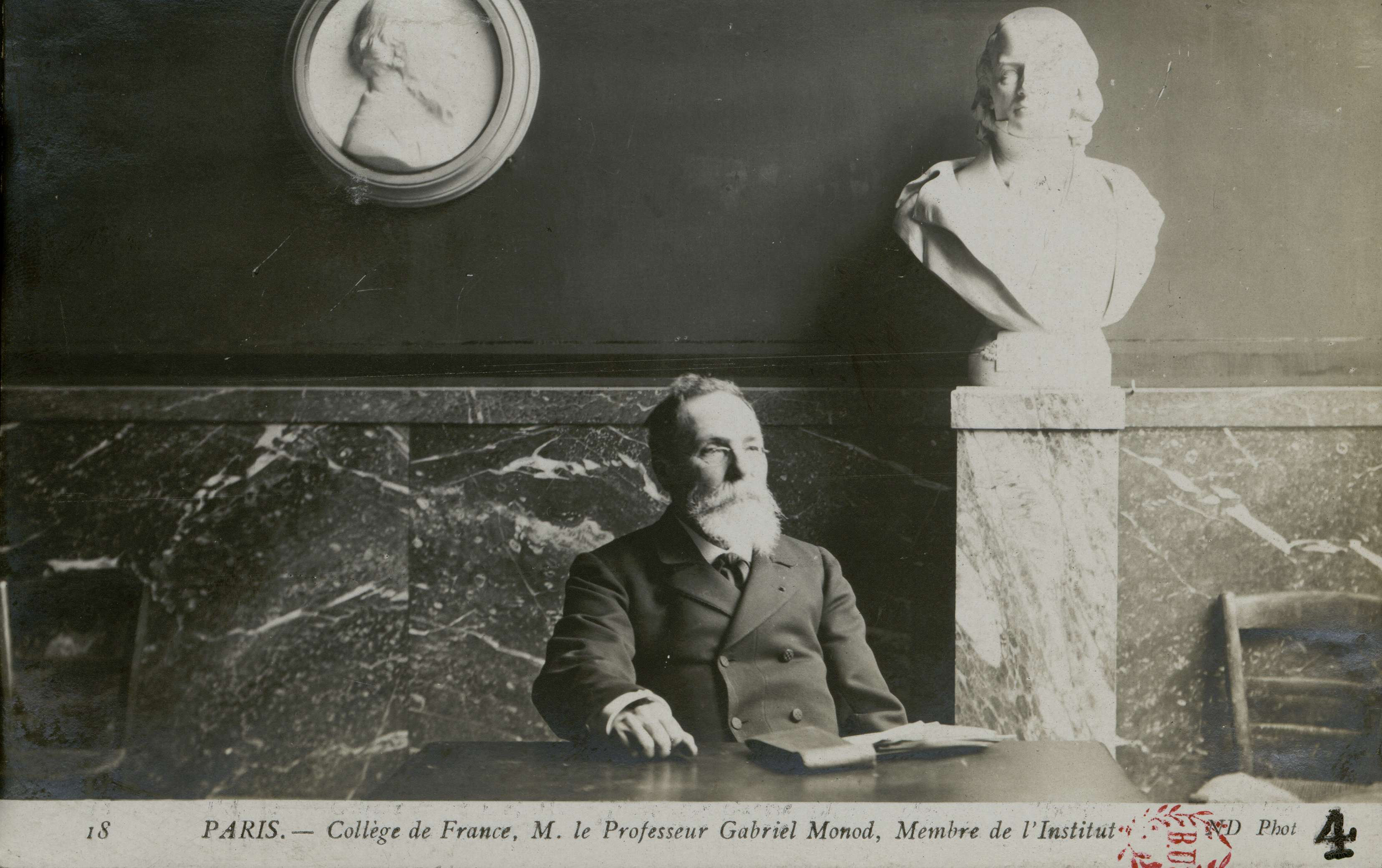
Herr Professor Gabriel Monod im Lehr- und Forschungsinstitut (Collège de France) in Paris (Bibliothèque de la Sorbonne, NuBIS)

Monod war der Neffe von Adolphe Monod und hatte über seine Mutter elsässische Vorfahren. Er ging in Le Havre und Paris zur Schule und studierte an der École normale supérieure mit dem Abschluss 1865 und danach in Göttingen und Berlin bei Georg Waitz. Nach seiner Rückkehr 1868 lehrte er an der École pratique des hautes études Geschichte. Im Deutsch-Französischen Krieg 1870/71 organisierte er mit seinen Vettern eine Ambulanz, die dem Frontverlauf folgte. Später schrieb er Erinnerungen über den Krieg (Allemands et Français, 1871). Danach lehrte er wieder an der École pratique (bis 1905) und zusätzlich an der École Normale Supérieure (von 1880 bis 1904). 1901 wurde er zum korrespondierenden Mitglied der Göttinger Akademie der Wissenschaften gewählt. Die Académie royale des Sciences, des Lettres et des Beaux-Arts de Belgique nahm ihn im Dezember 1903 als assoziiertes Mitglied auf. Seit 1907 war er korrespondierendes Mitglied der Preußischen Akademie der Wissenschaften, seit 1911 der Russischen Akademie der Wissenschaften in Sankt Petersburg und seit 1909 auswärtiges Mitglied der Königlich Niederländischen Akademie der Wissenschaften (KNAW).
Er befasste sich mit mittelalterlicher Geschichte und gab hier die Chroniken von Gregor von Tours, Marius von Avenches und Fredegar heraus.
1875 gründete er mit Gustave Fagniez die Revue historique.
1873 heiratete er Olga Herzen, die Tochter von Alexander Herzen.

## Schriften
- Allemands et Francais : souvenirs de campagne Metz-Sedan-La Loire. Fischbacher, Paris [1872] (Digitalisat)
- Übersetzung (mit Kommentar) von Wilhelm Junghans: Histoire critique des règnes de Childerich et de Chlodovech. F. Vieweg, Paris 1879
- Études critiques sur les sources de l’histoire carolingienne. E. Bouillon, Paris 1898 (nur der erste Band erschien)
- Études critiques sur les sources de l’histoire mérovingienne. A. Francke, Paris, 2 Bände, 1872, 1885 (Band 1: Grégoire de Tours et Marius d’Avenche, Band 2: La Compilation dite de Frédégaire)
- Bibliographie de l’histoire de France. Catalogue méthodique et chronologique des sources et des ouvrages relatifs à l’histoire de France depuis les origines jusqu’en 1789. Paris 1888, Nachdruck Brüssel: Culture et Civilisation, 1968
- Les Maîtres de l’histoire: Ernest Renan, Hippolyte Taine, Jules Michelet. 1894
- Portraits et souvenirs (u. a. Victor Hugo, Fustel de Coulanges, Victor Duruy). 1897
- La vie et la pensée de Jules Michelet, 1798–1852. 2 Bände. Champion, Paris 1923